# Karlheinz Quack
Karlheinz Quack (* 3. Januar 1926 in Berlin; † 10. Dezember 2006 ebenda) war ein deutscher Rechtsanwalt.

## Leben

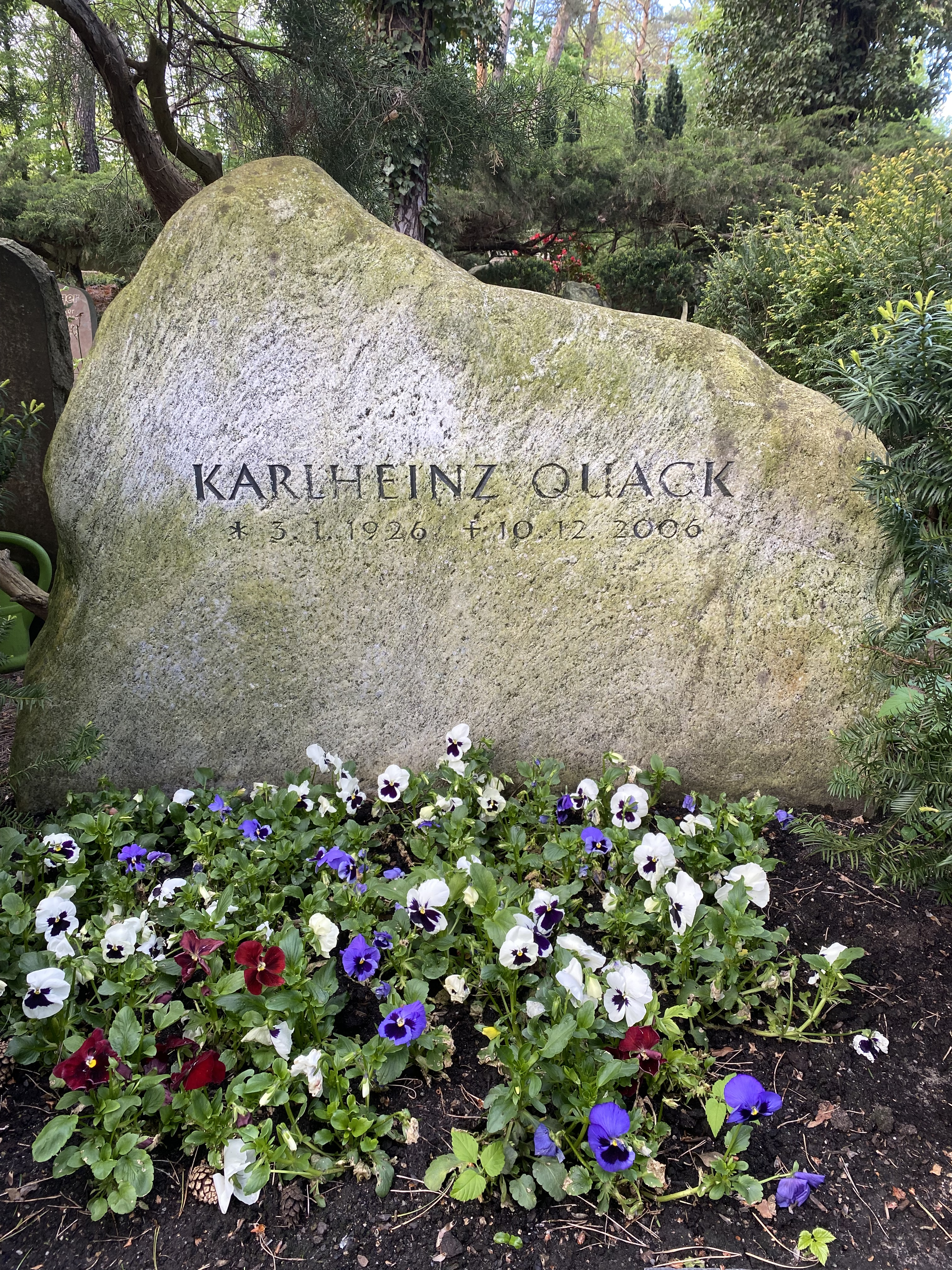
Grabstätte auf dem Waldfriedhof Dahlem

Quack studierte Rechtswissenschaft an der Berliner Universität Unter den Linden, der heutigen Humboldt-Universität, und nach deren Ausgründung unter kommunistischem Druck an der Freien Universität in Berlin-Dahlem.
Ab 1954 war er Rechtsanwalt, später auch Notar, und betrieb mit seiner Ehefrau Elisabeth und wenigen anderen Berufsträgern jahrzehntelang die Kanzlei Quack Kühn & Partner am West-Berliner Kurfürstendamm, die 1991 zur überregionalen Kanzlei Gaedertz Vieregge Quack Kreile und 2001 mit der internationalen Kanzlei Wilmer Cutler Pickering fusionierte.
Einer der ersten Anwälte, die vor dem 1958 mit Sitz in Berlin gegründeten Bundeskartellamt auftraten, hatte Quack eine besondere Expertise im Kartellrecht, im Lauterkeitsrecht und sonstigen gewerblichen Rechtsschutz, betätigte sich darüber hinaus aber auch im Gesellschaftsrecht und als wissenschaftlicher Autor. Er war Mitherausgeber der Juristischen Rundschau und Mitglied der Ständigen Deputation des Deutschen Juristentages. Im Gesellschafts- und Kartellrecht hielt er Lehrveranstaltungen an der Freien Universität und der Humboldt-Universität.
Von 1971 bis 1981 war Quack Präsident der Rechtsanwaltskammer Berlin, anschließend bis 1991 Beisitzer des Anwaltssenats des BGH. Ein Angebot, Präsident des Kammergerichts zu werden, lehnte er 1975 ab. Von 1981 bis 1992 amtierte er in der Nachfolge von Walter Oppenhoff als dritter Präsident der Deutschen Vereinigung für gewerblichen Rechtsschutz und Urheberrecht (GRUR, grüner Verein).
Der Senat von Berlin verlieh ihm 1981 die Ernst-Reuter-Plakette, die Humboldt-Universität 2001 die Ehrendoktorwürde. Zu seinem 65. Geburtstag erhielt der bis dahin Unpromovierte eine bei De Gruyter erschienene juristische Festschrift.
Karlheinz Quack wurde auf dem Waldfriedhof Dahlem (Feld 011-318) beigesetzt.